# Radio Ga Ga
„Radio Ga Ga“ je píseň skupiny Queen, jejímž autorem je bubeník skupiny Roger Taylor. Pochází z alba The Works, byla vydána také jako singl.

## Námět
Píseň je vzpomínkou na rádio v době, kdy nebyla televize a rádio tak bylo jediným zdrojem informací v životě mnoha lidí („vše co jsem musel znát, slyšel jsem z rádia“). Nejde jen o vzpomínání na „jediného přítele mládí“, ale i o vyjádření, že rádiu ještě neodzvonilo, ba že dokonce „ještě nepřišla jeho nejlepší hodinka“, že se k rádiu ještě vrátíme unaveni všemi vizuálními show.

## Historie
Taylor začal psát píseň v Los Angeles, kde se uzavřel v pokoji s nástroji. Plánoval vydat vlastní album, ale když skupina píseň uslyšela, John Deacon vytvořil basovou linku a Freddie Mercury píseň přepracoval s nadějí, že se stane hitem.